# قمیش (گیاه)

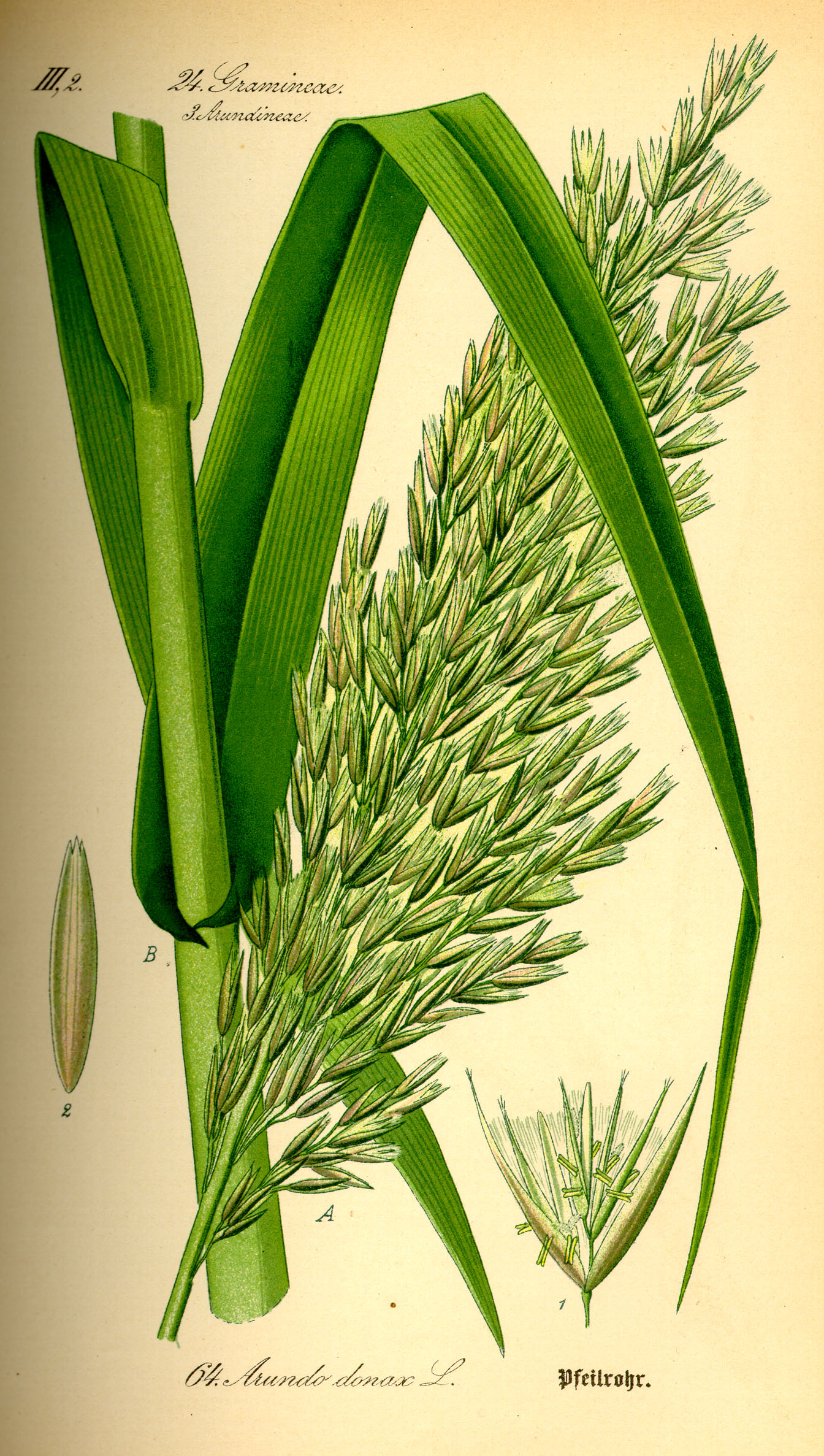
گیاه قمیش

قمیش (Arundo donax L) گیاهی است از خانواده نی‌ها و تیره گندمیان. قمیش گونه‌ای علف دراز و بزرگ است (نباید آن را با خیزران اشتباه گرفت)
«قمیش» واژه‌ای ترکی و به معنای «نی» است.
گیاهی است پایا، روینده در تمام نقاط مرطوب، دارای ریزوم متورم و رونده، دارای ساقه ضخیم بدون کرک، گل آذین پانیکول بزرگ، گل‌ها سبزفام کوچک و ریز، تحقیقات نشان داده که از آن می‌توان در ساخت خمیر کاغذ بهره گرفت.